# Bonneviella enterovillosa
Bonneviella enterovillosa är en nässeldjursart som beskrevs av Nikolai Alexsandrovich Naumov 1951. Bonneviella enterovillosa ingår i släktet Bonneviella och familjen Bonneviellidae. Inga underarter finns listade i Catalogue of Life.